# Lus-la-Croix-Haute
Lus-la-Croix-Haute är en kommun i departementet Drôme i regionen Auvergne-Rhône-Alpes i sydöstra Frankrike. Kommunen ligger i kantonen Châtillon-en-Diois som tillhör arrondissementet Die. År 2022 hade Lus-la-Croix-Haute 525 invånare.

## Befolkningsutveckling
Antalet invånare i kommunen Lus-la-Croix-Haute
Referens:INSEE